# Capim Branco
Capim Branco es un municipio brasileño del estado de Minas Gerais. Su población estimada en 2018 es de 9679 habitantes, según el Instituto Brasileño de Geografía y Estadística (IBGE). Integra la región metropolitana de Belo Horizonte.

## Historia y toponimia
El actual municipio de Capim Branco se originó en 1890 como distrito del municipio de Pedro Leopoldo, del cual formaba parte hasta 1943. A partir de ese año integró el municipio de Matozinhos, y en 1953 obtuvo la autonomía. El topónimo se debe al hecho de medrar en sus tierras, en gran cantidad, cierta especie de pasto que tiene el color blanco.

## Clima
Según la clasificación climática de Köppen, el municipio se encuentra en el clima tropical de altitud Cwa.